# St. Petrus (Liebenrode)

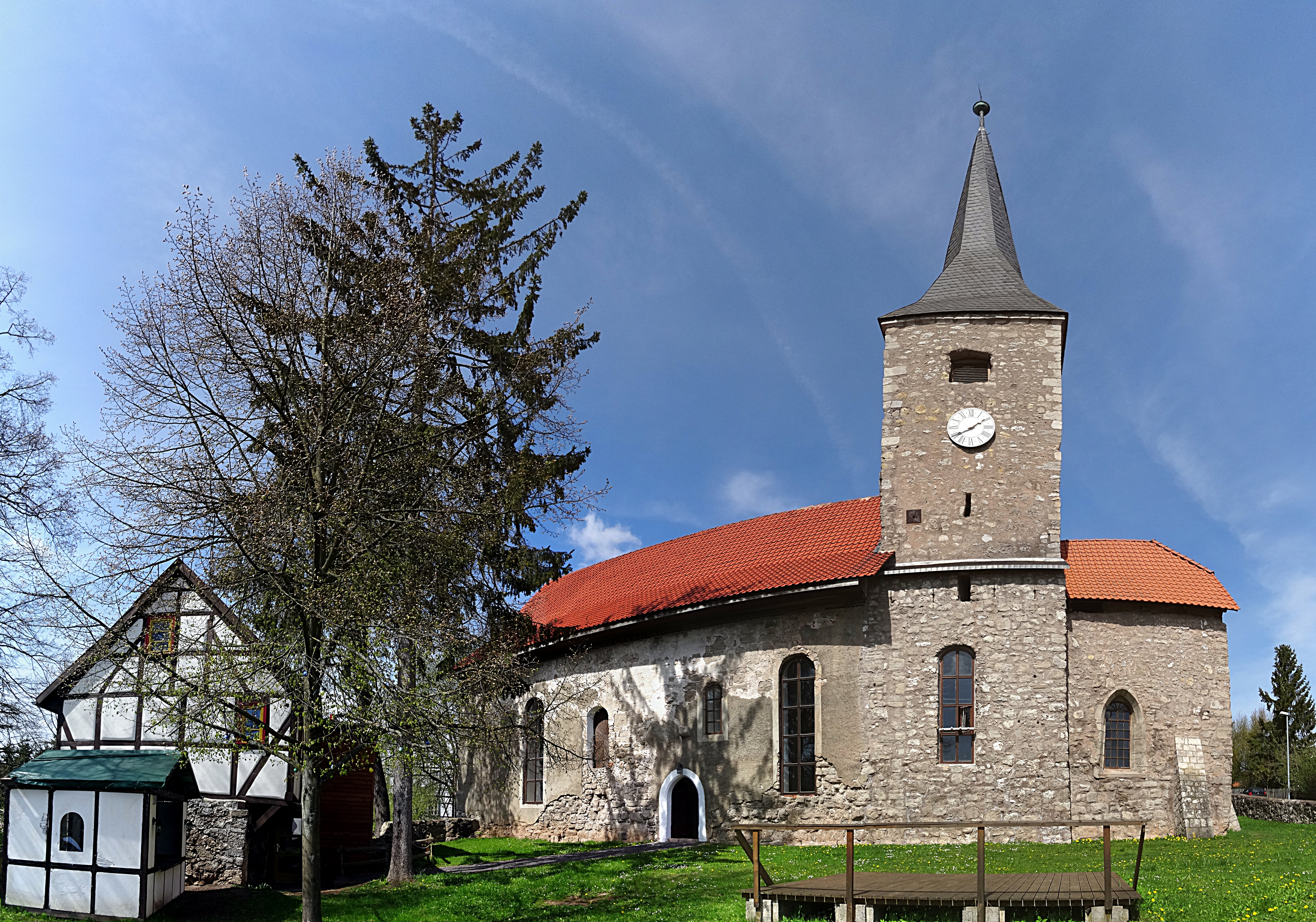
St. Petrus von Süden: Spitzbogenfenster am abgehängten Chor, Spitzbogenportal am Schiff

Die evangelisch-lutherische, denkmalgeschützte Kirche St. Petrus steht am Liebenroder Schulberg von Liebenrode, einem Ortsteil von Hohenstein im Landkreis Nordhausen von Thüringen. Die Kirchengemeinde Liebenrode gehört zur Pfarrei Trebra im Kirchenkreis Südharz der Evangelischen Kirche in Mitteldeutschland.

## Beschreibung
Die schlichte aus zum Teil verputzten Bruchsteinen gebaute Kirche besteht aus einem Langhaus, einem Chorturm und einem eingezogenen Rechteck-Chor. Der im 14. Jahrhundert errichtete Chor hat an seiner Südseite ein Spitzbogenfenster. Spitzbogig ist auch das Portal an der Südseite des Kirchenschiffs, ein vorstehender Stein etwa einen Meter über seiner Spitze kann eine Konsole für ein Heiligenbild sein, also vorreformatorisch. Das rundbogige Fenster rechts über dem Portal hat jetzt eine neuzeitliche Verglasung, kann von den Proportionen her aber romanisch sein. Das Kirchenschiff wurde in seiner heutigen Form erst im 17. Jahrhundert errichtet, aber nicht völlig neu. Dabei wurde auch der Turm verändert.
Das Kirchenschiff ist mit einem Satteldach bedeckt, der Chor mit einem Krüppelwalmdach. Der Turm trägt einen spitzen Helm.
Heute sind Chorturm und Chor vom Kirchenraum durch eine Wand getrennt, vor der der Altar steht und die Spuren verschiedener früherer Gestaltungen aufweist: Rechts gibt es ein vermauertes korbbogiges Fenster, als wohl jüngste Öffnung in dieser Wand. Es stört (ist also jünger) den rechten Rundbogen einer gestaffelten romanischen Dreifenstergruppe in der Mitte der Altarwand. Vom Bogen des linken Fensters dieser Gruppe ist nur noch eine geringe Spur erhalten. Später wurde an ihrer Stelle ein niedrigerer breiter Rundbogen angelegt.

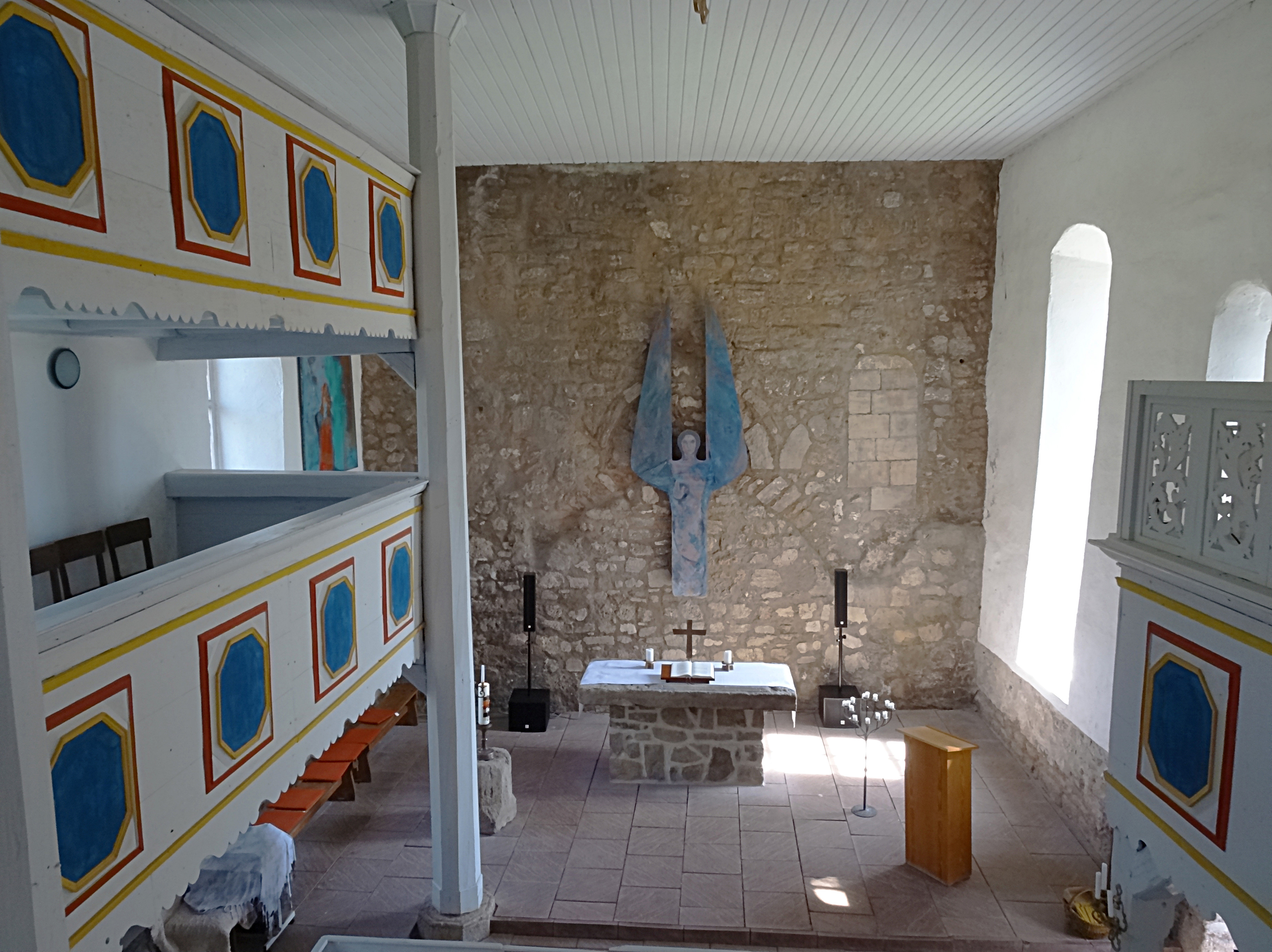
Altarwand mit Spuren mehrerer früherer Öffnungen

Der Innenraum des Kirchenschiffes ist mit einer hölzernen Flachdecke überspannt, die inzwischen erneuert werden musste. Sie wird von drei asymmetrisch verteilten achteckigen Holzpfeilern gestützt, zwei beiderseits der Orgel, der dritte am östlichen Ende der allein auf der Nordseite zweigeschossigen Empore. Das Macht den Kirchenraum trotz seiner bescheidenen Größe zu einer Hallenkirche. Er hat dreiseitig hölzerne Emporen, im Norden ist sie zweigeschossig. Eine Bruchsteinwand trennt das Kirchenschiff im Osten vom Erdgeschoss des Turms und vom Chor. Im Chor sind Reste eines Kreuzgratgewölbes erhalten.

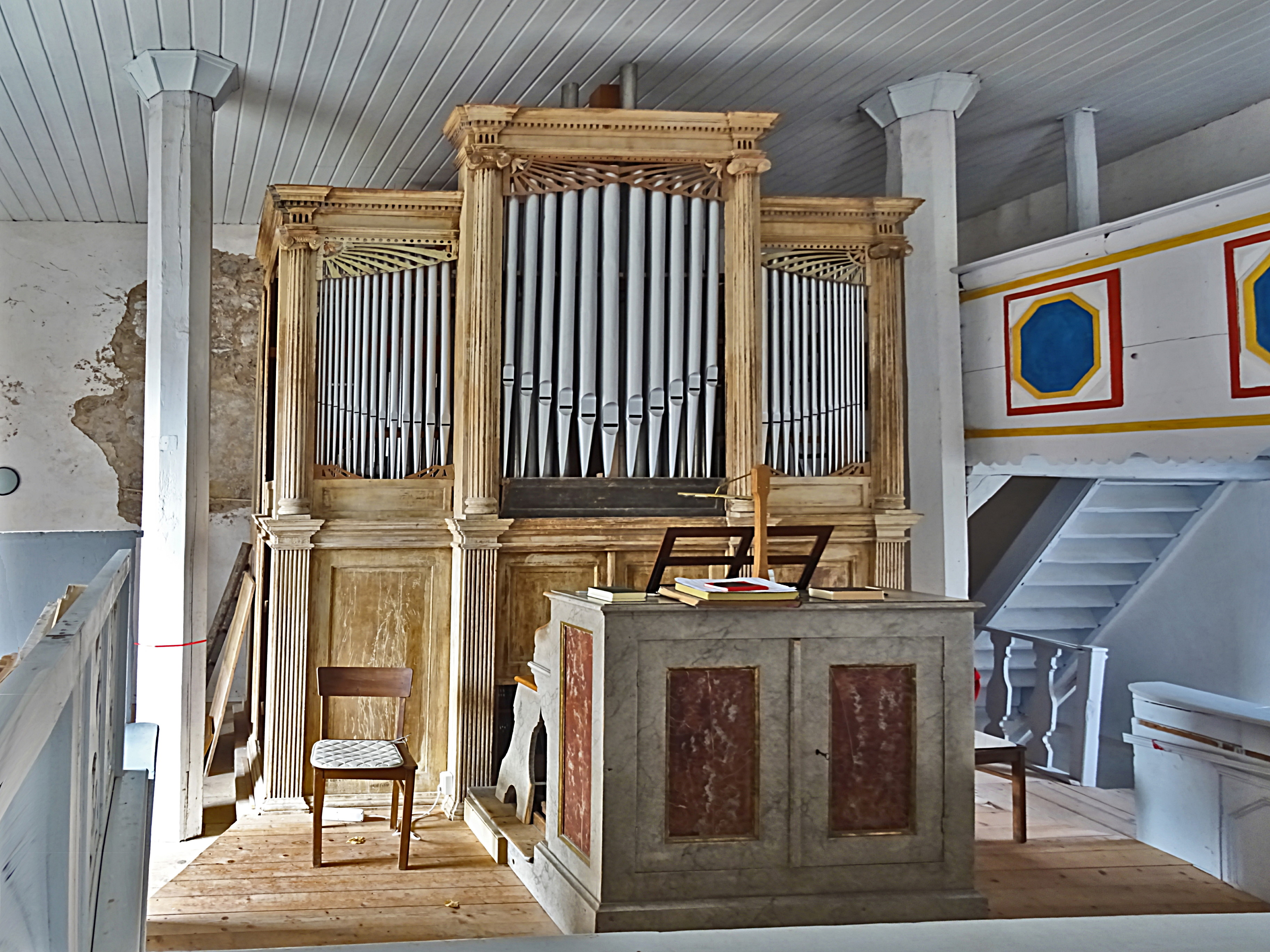
Die Orgel

## Orgel
2019 wurde in das ursprüngliche Knauf-Gehäuse ein zweimanualiges pneumatisches Orgelwerk der Firma J.Strebel/Nürnberg mit 15 klingenden Registern eingebaut. Dieses hatte wegen Neuanschaffung die Marien-Kirchengemeinde des unterfränkischen Königsberg zur Verfügung gestellt. Am 2. Adventssonntag desselben Jahres fand schließlich die Wiederinbetriebnahme statt.